# Walter Dietrich
Walter Dietrich (* 15. ledna 1944 Jün-nan) je německý starozákonní badatel a emeritní profesor na univerzitě v Bernu.
Dietrich napsal řadu odborných publikací věnujících se Starému zákonu. Významné je především jeho dílo v oblasti Deuteronomistické historie a knih Samuelových. Je také editorem a spolueditorem řady svazků týkající se starozákonní a novozákonní vědy.